# Vivid (album de Living Colour)
Pour les articles homonymes, voir Vivid.
Albums de Living Colour
Time's Up
(1990)
Vivid est le premier album de Living Colour, sorti le 3 mai 1988.

## L'album
Le groupe accède à la célébrité grâce à la diffusion sur MTV du titre Cult of Personality qui égratigne les hommes politiques du monde entier. Public Enemy intervient sur le titre Funny Vibe. L'album atteint la 6e place du Billboard 200, la 2e des charts neo-zélandais et la 7e en Norvège. Il est certifié double disque de platine par RIAA. Il reçoit en 1989 le Grammy Awards de la meilleure performance rock pour le titre Cult of Personality. Il fait partie des 1001 Albums You Must Hear Before You Die.

### Titres
Tous les titres sont de Vernon Reid, sauf mentions.
1. Cult of Personality (Reid, Muzz Skillings, Corey Glover, Will Calhoun) (4:54)
2. I Want to Know (4:24)
3. Middle Man (Glover, Reid) (3:47)
4. Desperate People (Calhoun, Reid, Glover, Skillings) (5:36)
5. Open Letter (To a Landlord) (Reid, Tracie Morris) (5:32)
6. Funny Vibe (4:20)
7. Memories Can't Wait (David Byrne, Jerry Harrison (reprise du titre de Talking Heads de l'album Fear of Music) (4:30)
8. Broken Hearts (4:50)
9. Glamour Boys (3:39)
10. What's Your Favorite Color? (Theme Song) (Reid, Glover) (3:56)
11. Which Way to America? (3:41)

### Musiciens
- Corey Glover : voix
- Vernon Reid : guitares
- Muzz Skillings : basse
- Will Calhoun : batterie
- Mick Jagger : harmonica, voix
- Chuck D : rap
- Flavor Flav : commentaire social
- The Fowler Family : chorale
- Dennis Diamond : carnaval